# 黄格非
黄格非（1908年—1980年），别号翮飞。湖南汨罗人。中华人民共和国政治人物。

## 生平
1932年，毕业于湖南大学土木系。长期在杭州、南京、四川、江西等地从事工程技术工作。1947年，转入浙赣铁路局。中华人民共和国成立后，历任上海铁路局、铁道部工程总局、第七和第十二工程局、隧道工程公司、呼和浩特铁路局工程师、主任工程师，后担任包头铁道学院（包头铁路技术学校）教师。